# Подберезье (Витебский район)
Подберезье (бел. Падбярэззе) — деревня в Витебском районе Витебской области Беларуси. Входит в состав Бабиничского сельсовета. Расположена на берегу реки Западная Двина в 6 км от железнодорожной станции Витебск, в 3 км к северу от Витебска. Население — 443 человека (2019).

## История
13 марта 1562 года Подберезье указом курфюрста Августа было даровано Федору Даниловичу Храповицкому — хорунжему Витебска.
Подберезье занимает важное место в истории экономического развития Витебского региона. Представителям князей Агинских, Льву Самуилу (около 1595—1657), Шимону-Каролю (около 1620—1699), Мартиану Михаилу (1672—1750) принадлежали значительные земельные владения, среди которых Подберезью принадлежала особая роль.
В Подберезье родился Ян Антоний Храповицкий (1.10.1612-3.11.1685), Витебский воевода (с 1669г), дипломат (участник комиссии по разделению Велижской и Усвятской волостей), мемуарист (вел дневник-летопись истории края) и государственный деятель Речи Посполитой. Значительна роль Храповицкого в установлении торгово-экономических связей с Ригой и всем рижским побережьем.
В первой половине XVIII века Мартиян Михаил Огинский каштелян (1703—1730) и Витебский воевода (1730—1750) практически  являлся самой влиятельной личностью витебщины и имел  большие земельные владения вокруг Подберезья, активно содействовал экономическому и культурному развитию населенных пунктов края и преобразованию поместий в местечки.
В 1877 году по инициативе группы помещиков-арендаторов имений витебской губернии было образовано «Товарищество витебских сельских хозяев». Оно было образовано с целью содействия развитию земледелия, облегчению сбыта продукции и найма рабочей силы, информировании о новых машинах, сельхозорудиях, селекции и сельхозлитературе. Общество выкупило землю и построило показательные фермы в Подберезье. Общество состояло из кружков (на 1912 г. их было 50 штук с 1915 членами), при некоторых были библиотеки, при одном сельхозмузей, проводились уездные и губернские сельхозвыставки. Общество прекратило работу в 1920 году.
Позднее на территории показательных ферм общества многие годы работало учебное хозяйство «Подберезье» — филиал Витебской ветеринарной академии. В 2005 году учхоз был ликвидирован и земли перешли во владение ОАО «Ольговское». Прогрессивные формы хозяйствования, стремление к которым было сформировано в Подберезье на протяжении многих веков, к сожалению, плохо представлены в музее Витебского района.